# Jakub Mniejszy Apostoł
Jakub Mniejszy (Młodszy) Apostoł, wcześniej Jakub syn Alfeusza (zm. 62) – jeden z Dwunastu Apostołów, zwany Mniejszym (dla odróżnienia od Jakuba Większego (Starszego) Apostoła), utożsamiany bywa z Jakubem Sprawiedliwym, najważniejszym z grona braci Pańskich (krewnych Jezusa) i jednym z filarów Kościoła jerozolimskiego (por. Dz 12,17 i 15,13-21). Święty ten wymieniany jest w Modlitwie Eucharystycznej (Communicantes) Kanonu rzymskiego.

## Znaczenie i etymologia imienia
W języku gr. Iakob' lub Iakobos, od hebr. Ja'akob, skrót od aram. Ja'akob-El: „Bóg osłania”, „Bóg chroni" (etymologia niepewna) lub od hebr. akeb: „pięta”: „on trzyma za piętę” (por. Rdz 25,26), lub od hebr. akab: „ten, który pozbawia (dziedzictwa)” (por. Rdz 27,36).
Greckie słowo tłumaczone jako „młodszy” może też oznaczać „mniejszy” i wskazywać na to, że był niższy od Jakuba, syna Zebedeusza.

## Tożsamość i synostwo
Jakub znany jest jedynie z wykazu Dwunastu Apostołów, np. Mk 3,18. Kalendarz katolicki i ikonografia tradycyjnie łączą tę postać z Jakubem Sprawiedliwym, bratem Pańskim, święto liturgiczne przypada w Kościele powszechnym na 3 maja, a w Polsce przeniesione na 6 maja. Nie ma jednak dostatecznie pewnej podstawy do tego utożsamienia, ze względu np. na kwestię synostwa: nie ma możliwości dowiedzenia, że Alfeusz i Kleofas to jedna i ta sama osoba. Siostra Marii z Nazaretu, matki Jezusa, czyli Maria, żona Kleofasa spod krzyża (por. J 19,25) wydaje się tą samą osobą, co Maria z Markowej listy kobiet idących do grobu Pańskiego o świcie zmartwychwstania: Maria, matka Jakuba Mniejszego, która niosła wonności – jej mężem, a więc i ojcem jej syna, Jakuba, był Kleofas. Zaś Jakub z listy dwunastu jest synem Alfeusza, por. Mk 3,18.

## Przysłowia
- Deszcze na św. Jakuba – na pszeniczkę pewna zguba (odnosi się to do dnia 1 maja, w którym dawniej obchodzono święto św. Filipa i św. Jakuba).